# 扎里奇內 (科梅舒瓦哈市鎮)
47°41′13″N 35°34′28″E / 47.68694°N 35.57444°E

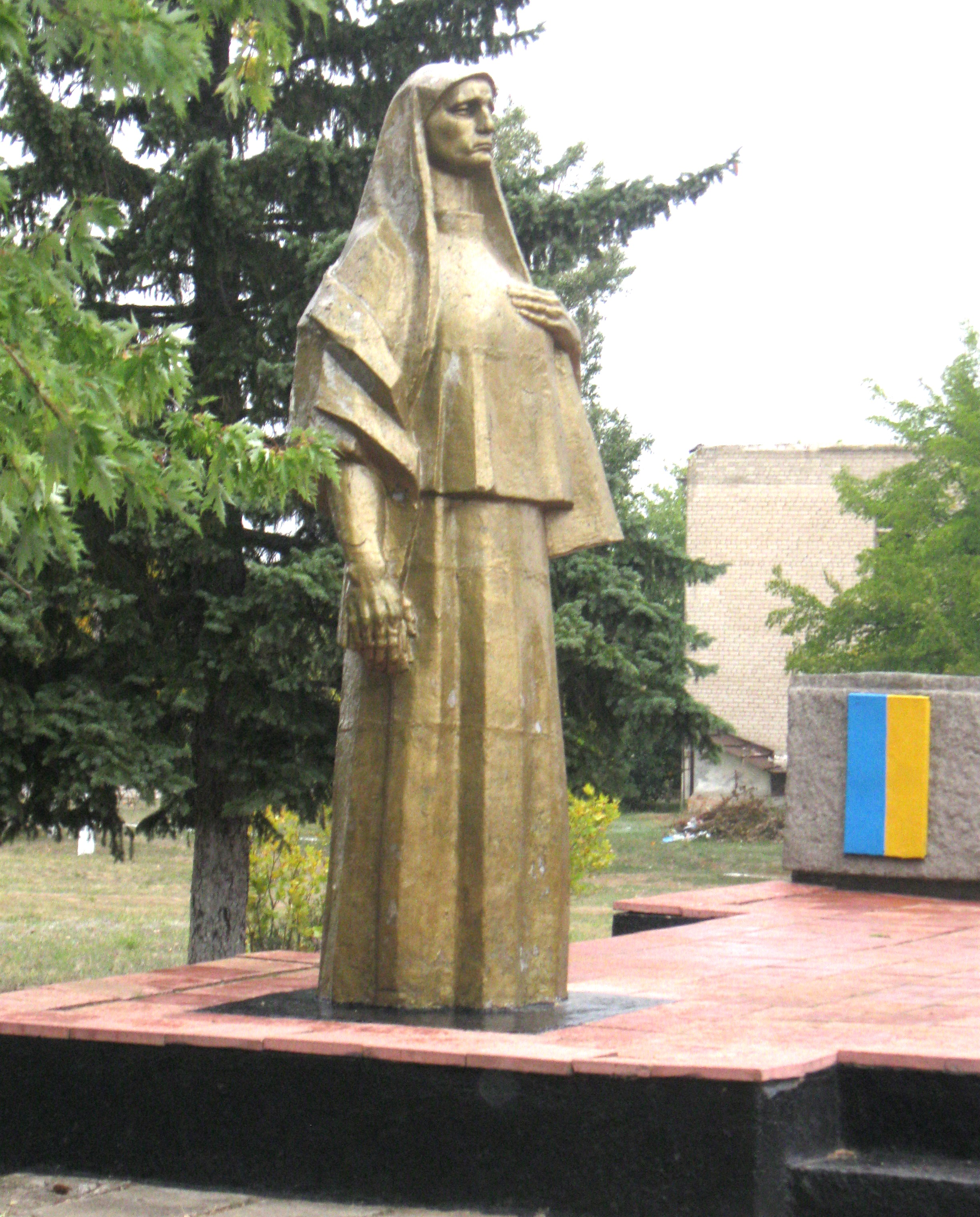
烈士墓

扎里奇内（烏克蘭語：Зарічне），2016年前名为迪米特羅韋（烏克蘭語：Димитровe），是烏克蘭的鎮，位於該國東南部扎波羅熱州扎波罗热区科梅舒瓦哈市镇（2020年前由奧里希夫區負責管轄），處於金卡河左岸，距離尤爾基夫卡和科梅舒瓦哈4.5公里，始建於1932年，面積1.14平方公里，海拔高度62米，2001年人口1,713。
2016年根据乌克兰去共化改为现名。2020年7月伴随乌克兰行政区划调整划归扎波罗热区。2023年11月3日，此地发生扎里奇内兵营空袭。